# Bracon singaporensis
Bracon singaporensis är en stekelart som beskrevs av Szepligeti 1905. Bracon singaporensis ingår i släktet Bracon och familjen bracksteklar. Inga underarter finns listade.